# Royal Albert híd
A Royal Albert híd (angolul Royal Albert Bridge) a Tamar folyó felett ível át Nagy-Britanniában, a devoni Plymouth és a cornwalli Saltash között. A vasúti átkelő teljes hossza 666,8 méter, szélessége 5,13 méter, magassága 52,4 méter. Építése 1854 májusában kezdődött, a forgalom előtt 1859. május 2-án nyitották meg. Tervezője Isambard Kingdom Brunel, kora legnagyobb építésze volt.

## Tervezés
Az 1864-ben elfogadott cornwalli vasúti törvény értelmében híddal kellett kiváltani a Saltash-nál működő kompot, és azáltal bekapcsolni Cornwallt a brit vasúti hálózatba. Az átkelő megtervezésével Isambard Kingdom Brunelt bízták meg. A mérnök először olyan hídban gondolkodott, amely egyetlen ívvel köti össze a folyó egymástól mintegy 335 méterre fekvő partjait. Ezt nem tudták megvalósítani, mert az Admiralitás szigorú előírásokat határozott meg a hajózhatóság érdekébenː a híd legalsó pontjának a dagály vízszintje felett 30 méterrel kellett lennie. Brunel második terve egy négyívű híd volt (két 91,5 méterese és két 61 méteres ívvel), de a vizsgálatok nem találtak alkalmas kőzetet a három pillér megépítéséhez. Végül megszületett a terv, amely egy, a meder közepén,  a két 139 méteres ív találkozásánál álló pillérrel számolt.
A híd megközelítését a cornwalli oldalon egy tízíves, a devonin egy hétíves szerkezet biztosította. Brunel önhordó, ovális alakú rácsozatot tervezett, amelynek felső íve egy csőhöz hasonló, alsó ívei pedig láncok. Az alsó és a felső íveket oldalanként 11 tartógerenda köti össze, míg a hídpályát 22 ponton rögzítették a lánchoz. Az eredeti tervek szerint két sínpár kapott volna helyet a hídon, de a Cornwall Vasúttársaságnak (Cornwall Railway Company) erre nem volt pénze. Az egyvágányos megoldás százezer fonttal kevesebb került, így végül ez kapott szabad utat.

## Építése
A londoni Temze-alagút építésekor Brunel és apja, Marc Isambard Brunel sűrített levegővel töltött búvárharangot alkalmazott, ezt a berendezést adaptálta a mérnök a pillérépítéshez. Építtetett egy 25 méter hosszú, 11 méter átmérőjű hengert, amelyet a folyó közepén elsüllyesztettek. Ezután a vizet kipumpálták a csőből, és a tetejét lezárták. A cső belsejében negyven ember dolgozhatott a pillér alapján, miközben odakintről sűrített levegőt pumpáltak a szerkezetbe. Először a 3,6 méter vastag iszapréteget, majd csaknem egyméternyi sziklát távolítottak el. Ezután kezdték meg a központi pillér építését.
1857. szeptember 1-jén, húszezer bámészkodó előtt, beúsztatták az első rácsszerkezet, és hidraulikus emelőkkel megkezdték a beillesztését a helyére. Hetente 1,8 méteres sebességgel haladtak, így az első rácsszerkezet 1858. július 1-jén érte el rendeltetési helyét. Kilenc nappal később a másik szerkezetet is beúsztatták a folyóra. Az első mozdony 1859. április 11-én haladt át a hídon. Albert herceg május 2-án nyitotta meg hivatalosan az átkelőt. Brunel betegsége miatt nem vett részt a megnyitón, csak két nappal később utazott át a hídon. Nem sokkal később, szeptember 5-én meghalt.

## Képek

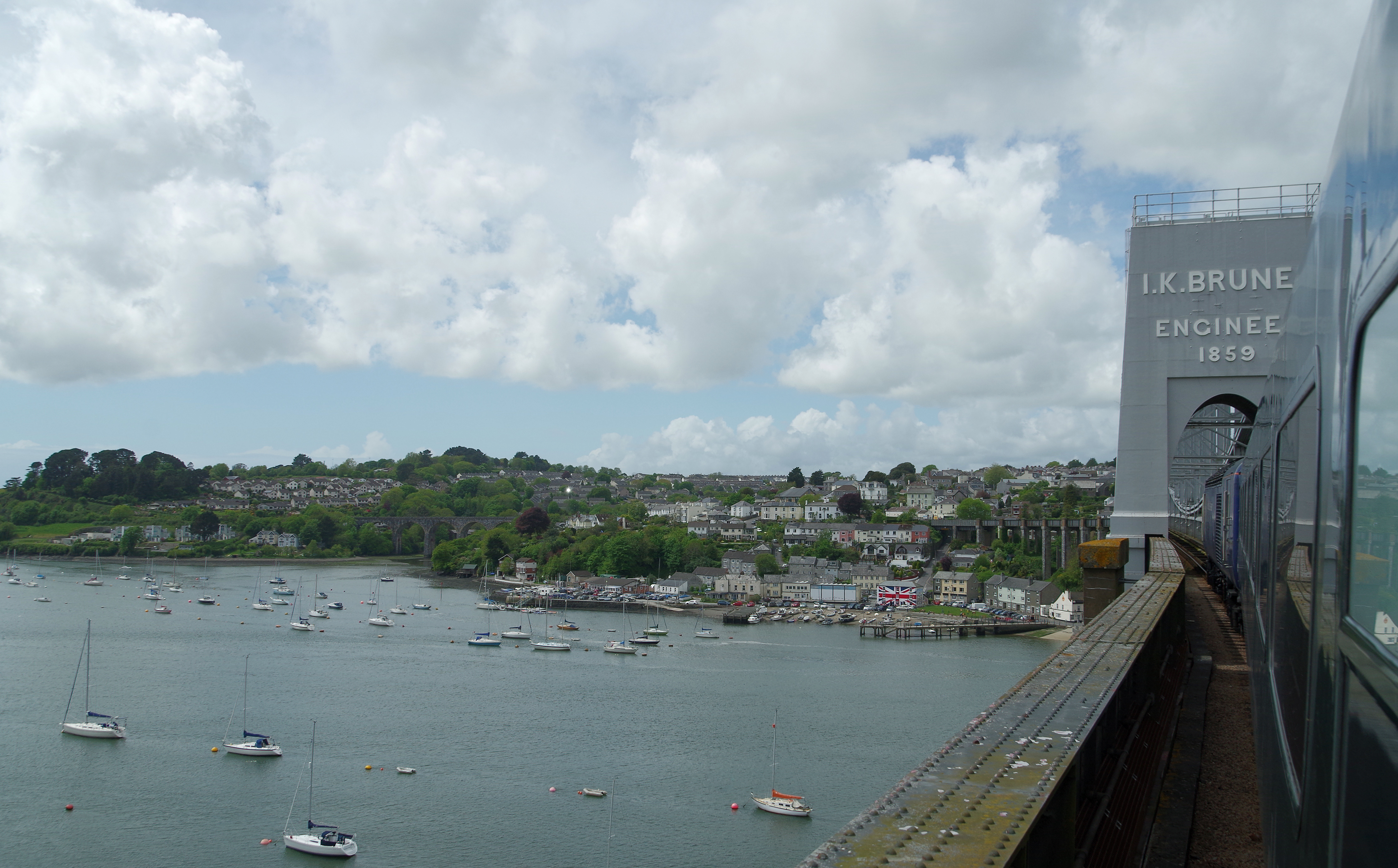
Átkelés a hídon
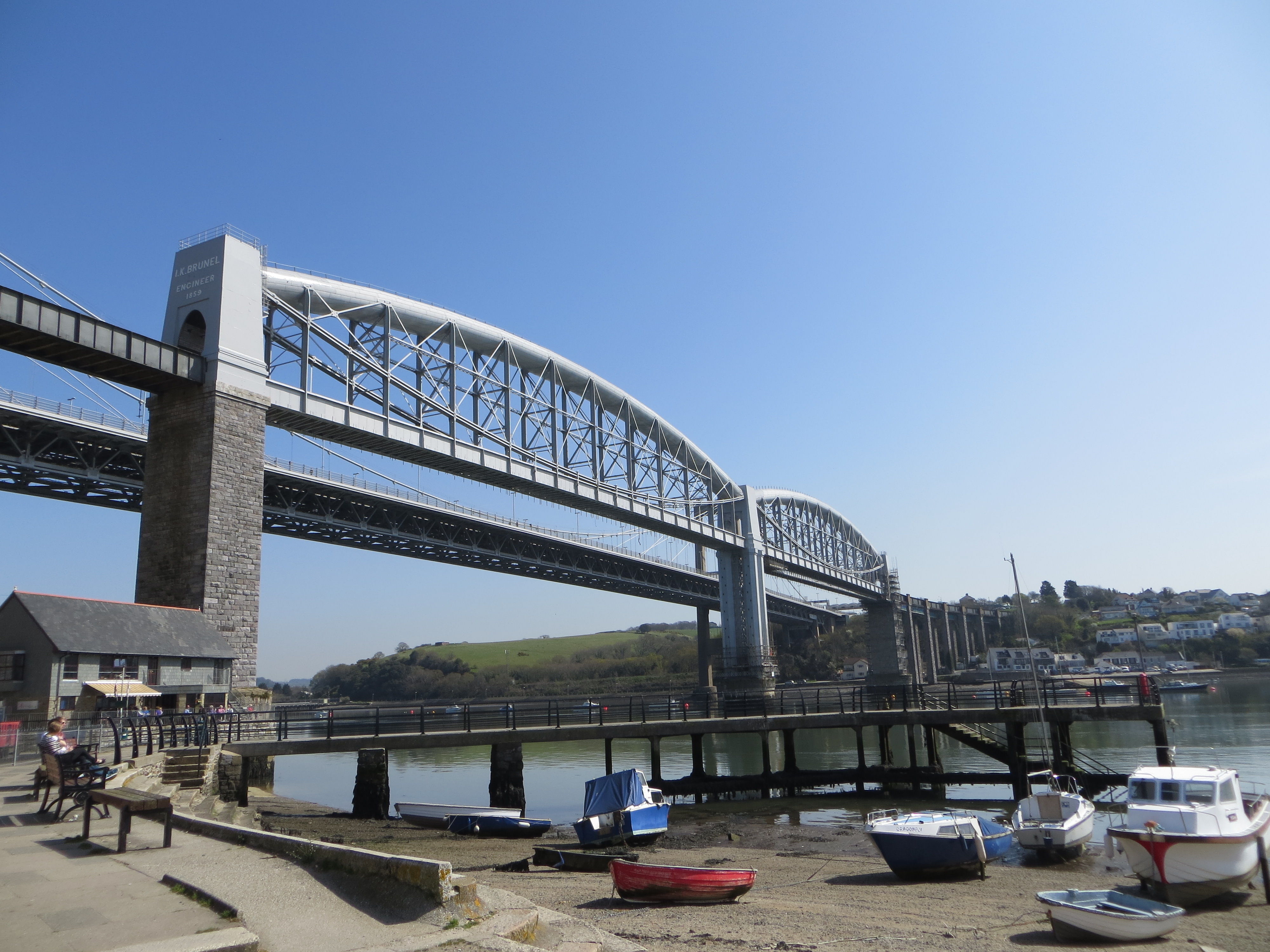
Saltash és a híd
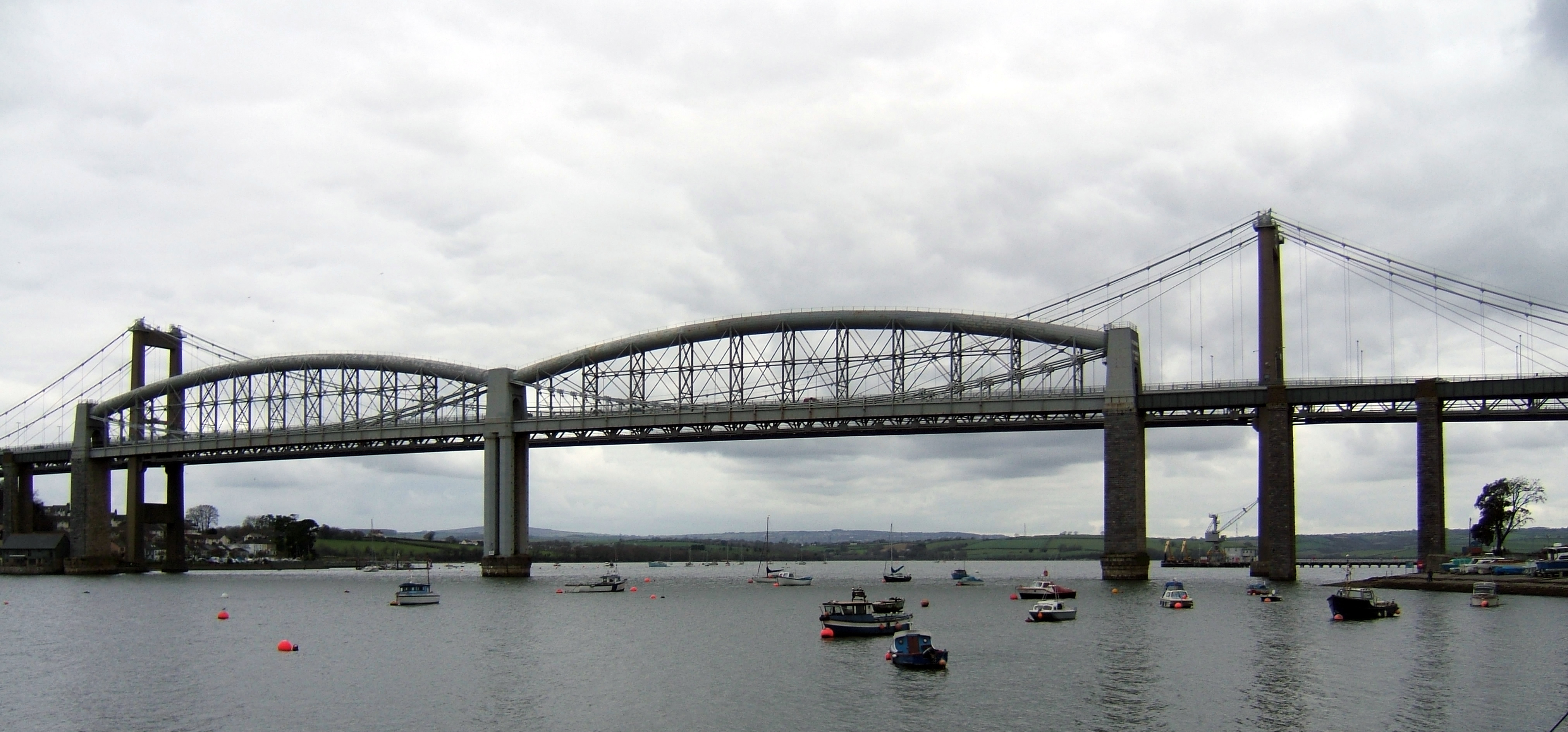
A Royal Albert híd (elöl) és a Tamar híd (hátul)